# Kuba Sienkiewicz
Jakub Wojciech Sienkiewicz (ur. 24 listopada 1961 w Warszawie) – polski muzyk rockowy, wokalista, gitarzysta i autor tekstów, z wykształcenia lekarz neurolog, posiadający stopień doktora nauk medycznych.
Przewodniczący Rady Polskiej Fundacji Muzycznej. Lider zespołu Elektryczne Gitary, z którym wylansował wiele przebojów oraz sprzedał ponad 1 mln płyt.

## Kariera muzyczna

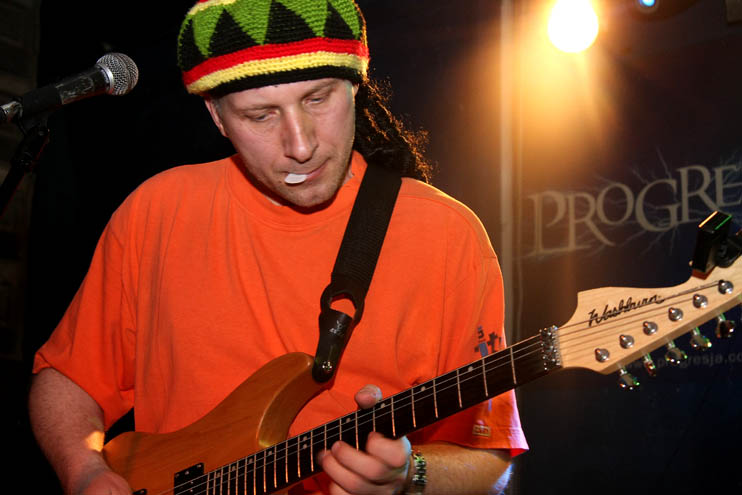
Sienkiewicz na koncercie zespołu Zuch Kozioł (2009)

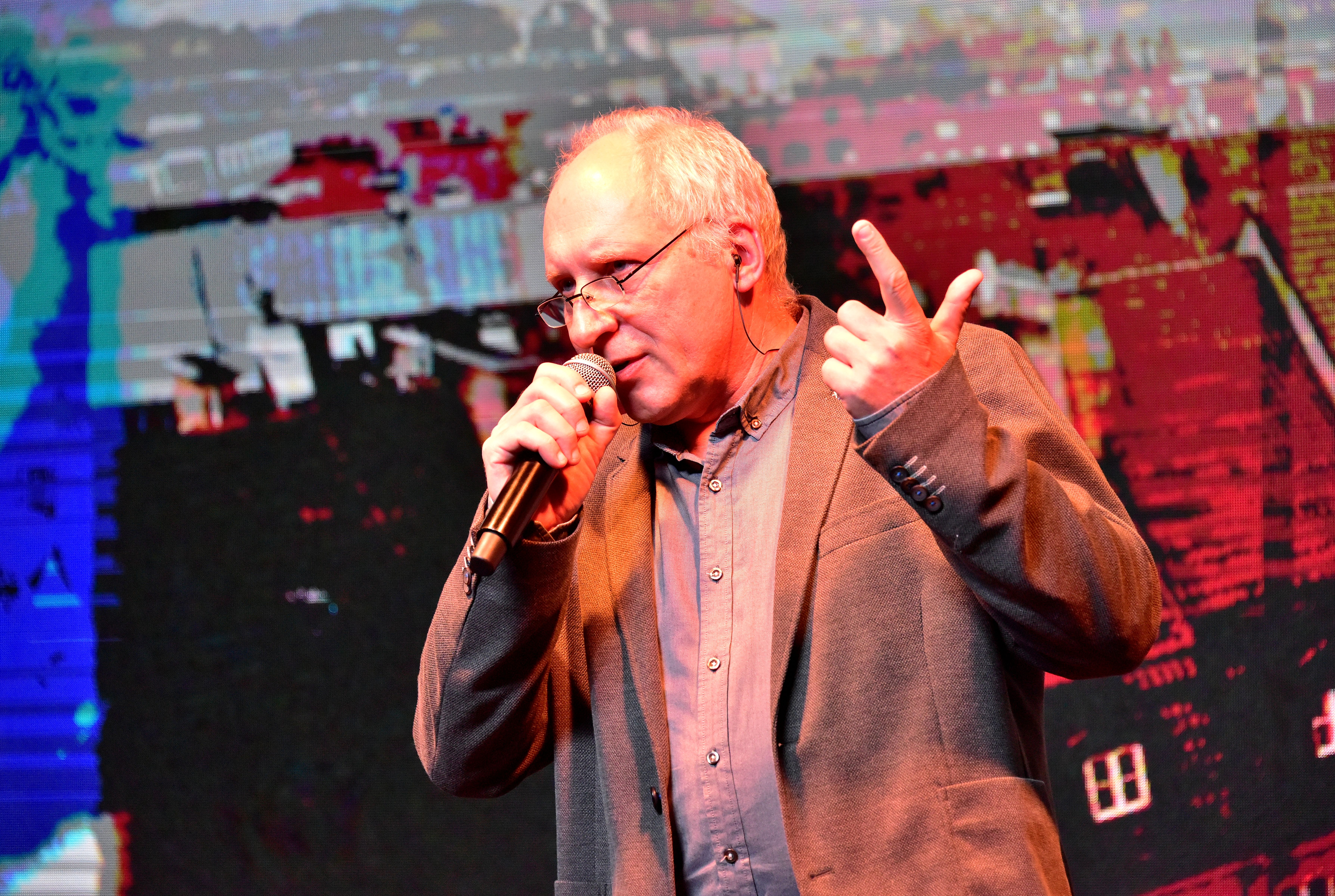
Sienkiewicz podczas Wieczoru Wyborców w Warszawie (2019)

Dzięki ojcu zainteresował się muzyką artystów, takich jak Dave Brubeck, Oscar Peterson, John Coltrane i The Kinks. Za sprawą matki słuchał dużo muzyki poważnej, a także twórczości Béli Bartóka. W okresie studiów słuchał The Clash, Joego Strummera i The Beatles. W okresie licealnym samodzielnie nauczył się gry na gitarze i napisał swoje pierwsze piosenki. Z czasem nagrał domową kasetę demo, którą rozpowszechniał wśród znajomych.
W 1977 wraz z Piotrem Łojkiem założył akustyczny zespół Młode Matki, który błędnie nazwany został przez dziennikarzy SPIARDL (Stowarzyszenie Piosenkarzy i Artystów Robotniczych Działaczy Ludowych). W duecie dokonał swoich pierwszych nagrań i zarejestrował piosenki: „Dziki” (1978), „Tatusia” (1979), „Piosenka polityczna”, „Trzecia Macocha” i „Głowy Lenina” (1982). Po dołączeniu do zespołu Mirosława Jędrasa i zmianie nazwy na Zuch Kozioł w latach 80. wzięli udział w przeglądzie piosenek w domu kultury na Okęciu, na którym za utwór „Wyszków tonie” otrzymali wyróżnienie. Po roku współpracy zakończyli działalność zespołu. W tym okresie występował także jako gitarzysta solowy w zespole Niepodległość Trójkątów Andrzeja Zeńczewskiego i w Orkiestrze Na Zdrowie Jacka Kleyffa. Od 1983 grał także samodzielne koncerty, m.in. w na strajkach studenckich, a także w klubach i mieszkaniach parafialnych; prezentował na nich własne piosenki i utwory z repertuaru Jana Kelusa, Jacka Kleyffa i Stanisława Staszewskiego. W 1987 został współzałożycielem zespołu Miasto, który łączył stylistyki rockową i ska. Z grupą wykonywał m.in. utwory „Widmo” i „Człowiek z liściem”. Po zagraniu dwóch koncertów formacja rozpadła się w 1989.
Zachęcony przez Rafała Kwaśniewskiego, ówczesnego muzyka Kultu, w 1990 założył zespół Elektryczny Wikary, po czym – zainspirowany przejęzyczeniem się jednego z konferansjerów – zmienił jego nazwę na Elektryczne Gitary. Do uformowania nowej grupy muzycznej skłoniły go problemy finansowe. Z zespołem zadebiutował występem na Festiwalu Róbrege i od tamtej pory wydał kilkanaście albumów.
Poza działalnością w Elektrycznych Gitarach nagrywa i występuje solowo, m.in. współpracuje ze sceną kabaretowo-muzyczną – Śmietanką Łowicką i Sceną Kabaretową Marka Majewskiego. Wielokrotnie występował na festiwalu OPPA. W 1994 wydał debiutancki album pt. Od morza do morza, na którym umieścił swoje interpretacje piosenek Jacka Kleyffa i Jana Kelusa oraz autorskie kompozycje do tekstów Sotera Rozbickiego. Płytę promował singlem „Piosenka polityczna” i teledyskiem do utworu „Nie męcz mnie”, i sprzedał ją w 50 tys. egzemplarzy. W 1998 tytułowy utwór z płyty znalazł się na składance pt. Jedna rasa – ludzka rasa: Muzyka przeciwko rasizmowi II wydanej przez Stowarzyszenie „Nigdy Więcej”. W 1998 wydał drugi solowy album pt. Źródło, na który nagrał covery wybranych utworów Jacka Kleyffa. W tym samym roku wystąpił w benefisie kabaretu Salon Niezależnych. W 2000 wydał album pt. Studio szum, na którym umieścił swoje utwory napisane na zamówienie, m.in. do filmów i seriali. Płytę promował singlami „Dojrzały człowiek” i „Szpieguję wszystkich”. W kolejnych latach wydał jeszcze pięć solowych albumów: Kup pan cegłę (dla Amnesty) (2001), Powrót brata (2003), Fikcja solo (2004) i Plaga (2005) i Czarny walc (2010).
W 1994 nakładem wydawnictwa PLJ ukazała się krótka książka pt. Jestem z drowy, zawierająca teksty piosenek, które były opatrzone komentarzami Sienkiewicza, a także wywiady z nim o muzyce, medycynie i życiu prywatnym. W 2015 premierę miała książka autobiograficzna Sienkiewicza pt. „Kubatura, czyli elektryczne wagary”.
We współpracy z reżyserem Mirosławem Dembińskim stworzył, uhonorowany nagrodą specjalną Festiwalu Mediów w Łodzi, film A ty co? (1998), w którym piosenki Elektrycznych Gitar zostały zilustrowane dokumentalnymi obrazami współczesnej Polski, a Sienkiewicz wystąpił w kilku scenach. Sporadycznie pisze piosenki do polskich filmów i produkcji telewizyjnych – napisał muzykę m.in. do seriali Pokój 107 (1997), Ja, Malinowski (1999) i Taksówka Jedynki (2000) oraz filmów: Spona (1998) Waldemara Szarka, Kiler (1997) i Kiler-ów 2-óch (1999) oraz Kariera Nikosia Dyzmy (2002) Jacka Bromskiego Juliusza Machulskiego. Odrzucił propozycję zagrania głównej roli w filmie Juliusza Machulskiego Girl Guide (1995), wystąpił w epizodycznych rolach w komediach Olafa Lubaszenki: Chłopaki nie płaczą (2000) i Poranek kojota (2001).
Jako felietonista publikował m.in. w miesięcznikach: „Charaktery”, „Sukces” i „Muza”, a także w kwartalniku „Primum homo”.
W latach 2002–2006 był wiceprezesem Rady Programowej rozgłośni Radio dla Ciebie.
W 2013 został odznaczony Brązowym Medalem „Zasłużony Kulturze Gloria Artis”, w 2020 otrzymał Nagrodę Specjalną Stowarzyszenia Autorów ZAiKS.

## Kariera medyczna
W 1986 ukończył Akademię Medyczną w Warszawie. W 1995 uzyskał stopień doktora nauk medycznych na podstawie rozprawy pt. Zaburzenia gałkoruchowe w chorobie Parkinsona, jego promotorem był Hubert Kwieciński. W 1997 uzyskał specjalizację drugiego stopnia z neurologii.
Pracował jako adiunkt w Klinice Neurologii WUM. W 1987 i 1988 pracował w pogotowiu alkoholowym. W 1988 został zatrudniony w Poradni Parkinsonizmu i Chorób Układu Pozapiramidowego Mazowieckiego Szpitala Bródnowskiego w Warszawie. W latach 2006–2012 pracował w Mazowieckim Szpitalu Bródnowskim w Warszawie.
Jest autorem Poradnika dla osób z chorobą Parkinsona.
Jest członkiem Movement Disorder Society.

## Życie prywatne
Urodził się w Warszawie, dorastał na Saskiej Kępie. Kiedy miał niespełna trzy lata, jego rodzice – Ryszard Sienkiewicz (ur. 1933) i Maria z domu Czerwińska (ur. 1939) – się rozstali, po czym ojciec wyjechał do Anglii, gdzie pracował jako informator, a matka została ordynatorem jednego z oddziałów szpitala psychiatrycznego w Tworkach. Po rozstaniu rodziców trafił pod opiekę babki mieszkającej w Gdańsku Oliwie, która wychowywała go surowo i, jak sam twierdzi, „ukształtowała jego kręgosłup”. Kilka lat później zamieszkał z babką i matką oraz ojczymem, Sławomirem, na warszawskim Słodowcu. Odnowił także kontakty z ojcem, który wrócił do Polski. Ukończył naukę w XLI Liceum Ogólnokształcącym im. Joachima Lelewela w Warszawie. W latach 80. był działaczem Niezależnego Zrzeszenia Studentów.
Jest żonaty i ma sześcioro dzieci. Jego syn Jacek i córka Katarzyna współtworzą zespół folk-popowy Kwiat Jabłoni. Jest bratankiem aktorki Krystyny Sienkiewicz.
W 2013 zakończył trzyletnią terapię w związku z uzależnieniem od alkoholu. W wywiadzie dla „Polityki” w 2023 potwierdził, że jest ateistą.

## Dyskografia

### Albumy solowe
- Od morza do morza (1994, Zic-Zac)
- Źródło (1998, PolyGram Polska)
- Studio szum (2000, Universal Music Polska)[47]
- Kup pan cegłę – dla Amnesty International (2001, Universal Music Polska)[48]
- Powrót brata (2003, Universal Music Polska)[49]

### Wraz z grupąTrawnik
- Czarodzieje (1995, S.P. Records)

## Publikacje książkowe
Muzyczne
- Kuba Sienkiewicz, Jestem z drowy, Warszawa : Wydawnictwo PLJ, 1994, ISBN 83-7101-166-0.
- Jakub Sienkiewicz, Piosenki, Polskie Wydawnictwo Muzyczne, 2004.
- Kuba Sienkiewicz, Kubatura, czyli Elektryczne wagary, Warszawa : Wydawnictwo Czerwone i Czarne, 2015, ISBN 978-83-7700-176-9.

Medyczne
- Jakub Sienkiewicz, Poradnik dla osób z chorobą Parkinsona, Warszawa : Stołeczne Stowarzyszenie Osób z Chorobą Parkinsona, 1999, 2016, ISBN 83-912344-0-1, ISBN 978-83-925855-3-4.

## Filmografia

### Kompozytor
- 1996 – Odjazd (program TV Andrzeja Zaorskiego)
- 1997 – Pokój 107 (serial TV)
- 1997 – Kiler (film komediowy)
- 1998 – A ty co? (film średniometrażowy)
- 1998 – Spona (film komediowy, ekranizacja książki Niziurskiego)
- 1999 – Kiler-ów 2-óch (film komediowy)
- 1999 – Ja, Malinowski (serial TV)
- 1999 – Taksówka Jedynki (serial TV)
- 2002 – Kariera Nikosia Dyzmy (film komediowy)
- 2005 – Emilia (film komediowy)

### Aktor (gościnnie)
- 1999 – Chłopaki nie płaczą, jako lekarz
- 2001 – Poranek kojota, jako doktor